# Marcelo Süller
Marcelo Hugo Süller (n. Buenos Aires, 29 de octubre de 1971) es un exfutbolista y director técnico argentino. Es el hermano menor de Guido y Silvia Süller.

## Trayectoria
Pasó por las divisiones inferiores de Parque, Argentinos Juniors y All Boys. Con ese último club hizo su debut como profesional a sus 17 años. Considerado un jugador de gran potencial, fue sondeado por Racing Club, Vélez Sarsfield y San Martín de Tucumán, pero una lesión en su rodilla frustró su salto a la máxima categoría del fútbol argentino.
En 1991 viajó a Europa con la intención de conseguir un contrato profesional en el continente. Hizo pruebas en el Club Brujas de Bélgica, el Schalke 04 y el Borussia Dortmund de Alemania, y el Wisła Cracovia de Polonia. Finalmente los polacos se interesaron por él, pero, por el cupo de extranjeros y problemas con su documentación de trabajo, terminaron cediéndolo al Igloopol Dębica, que en la época militaba en la tercera división de Polonia. Disconforme con su situación, retornó a su país a comienzos de 1992.
Reincorporado a All Boys, escribió la historia del club al ser parte del equipo que conquistó el Campeonato de Primera B 1992-93.
Posteriormente pasó por las filas de Almagro, San Miguel, Deportivo Armenio y Comunicaciones, donde alcanzó las semifinales de la Primera C. Continuó jugando en dicho club hasta el año 2000, cuando culminó su carrera deportiva.
Una vez retirado, fue durante un breve tiempo director técnico de Barracas Central en el año 2000.

## Clubes

### Como jugador
| Club              | País      | Año       |
| ----------------- | --------- | --------- |
| All Boys          | Argentina | 1988-1991 |
| Igloopol Dębica   | Polonia   | 1991      |
| All Boys          | Argentina | 1992-1993 |
| Almagro           | Argentina | 1993-1994 |
| San Miguel        | Argentina | 1994      |
| Deportivo Armenio | Argentina | 1995-1998 |
| Comunicaciones    | Argentina | 1999-2000 |

### Como entrenador
| Club             | País      | Año  |
| ---------------- | --------- | ---- |
| Barracas Central | Argentina | 2000 |

## Palmarés

### Torneos nacionales
| Título    | Club     | País      | Año       |
| --------- | -------- | --------- | --------- |
| Primera B | All Boys | Argentina | 1992-1993 |

## Trayectoria extradeportiva
Marcelo Süller es hermano de la vedette Silvia Süller y del actor, arquitecto y mediático Guido Süller.
Terminada su carrera como deportista inició en 2001 y 2002 una breve pero recordada participación en los medios, como la televisión, protagonizando escándalos con sus hermanos Guido y Silvia y otros mediáticos de la farándula.
Tras algunos problemas personales, tuvo un intento de suicidio en el año 2003, del que se recuperó satisfactoriamente.